# Mega Drive 4 Guitar Idol
 (mai 2021).
La Mega Drive 4 Guitar Idol est une version de la Mega Drive de Sega produite par Tectoy. 
Lancé en août 2009 au Brésil, la Mega Drive 4 possède 87 jeux en mémoire. En plus des jeux du fabricant d'origine Sega et Taito, il contient cinq jeux récents créés par Tectoy. Quatre sont des versions de jeux Electronic Arts (Les Sims 2, FIFA 08, Need for Speed: ProStreet et SimCity) modifiés de la version mobile à un processeur 16 bits du prédécesseur Mega Drive III (2007). L'autre est le jeu principal sur la console, Guitar Idol, un jeu similaire à Guitar Hero conçu par la société Interama.
La dernière mise à jour de Mega Drive 4 avait une entrée pour carte SD pour lire le format MP3.